# Saab Automobile
Saab Automobile AB — шведська компанія-виробник легкових автомобілів та відповідна автомобільна марка. Останнього часу Saab належала нідерландській спортивній компанії Spyker Cars. 19 грудня 2011 офіційно оголосила про своє банкрутство.

## Історія

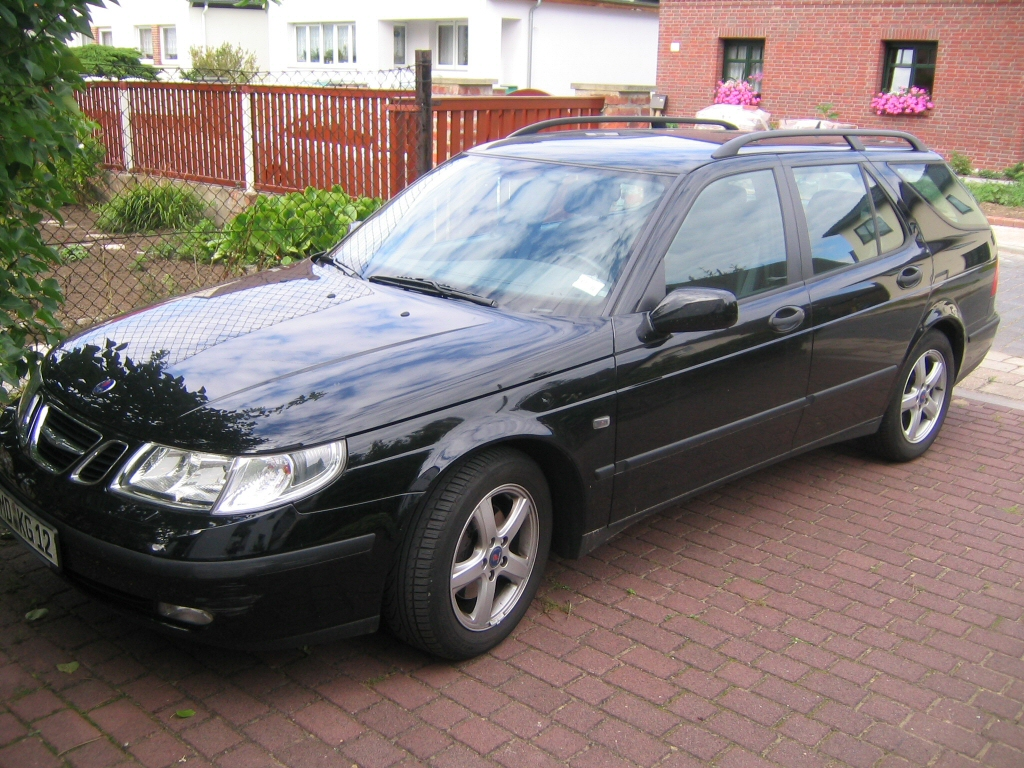
Saab 9-5

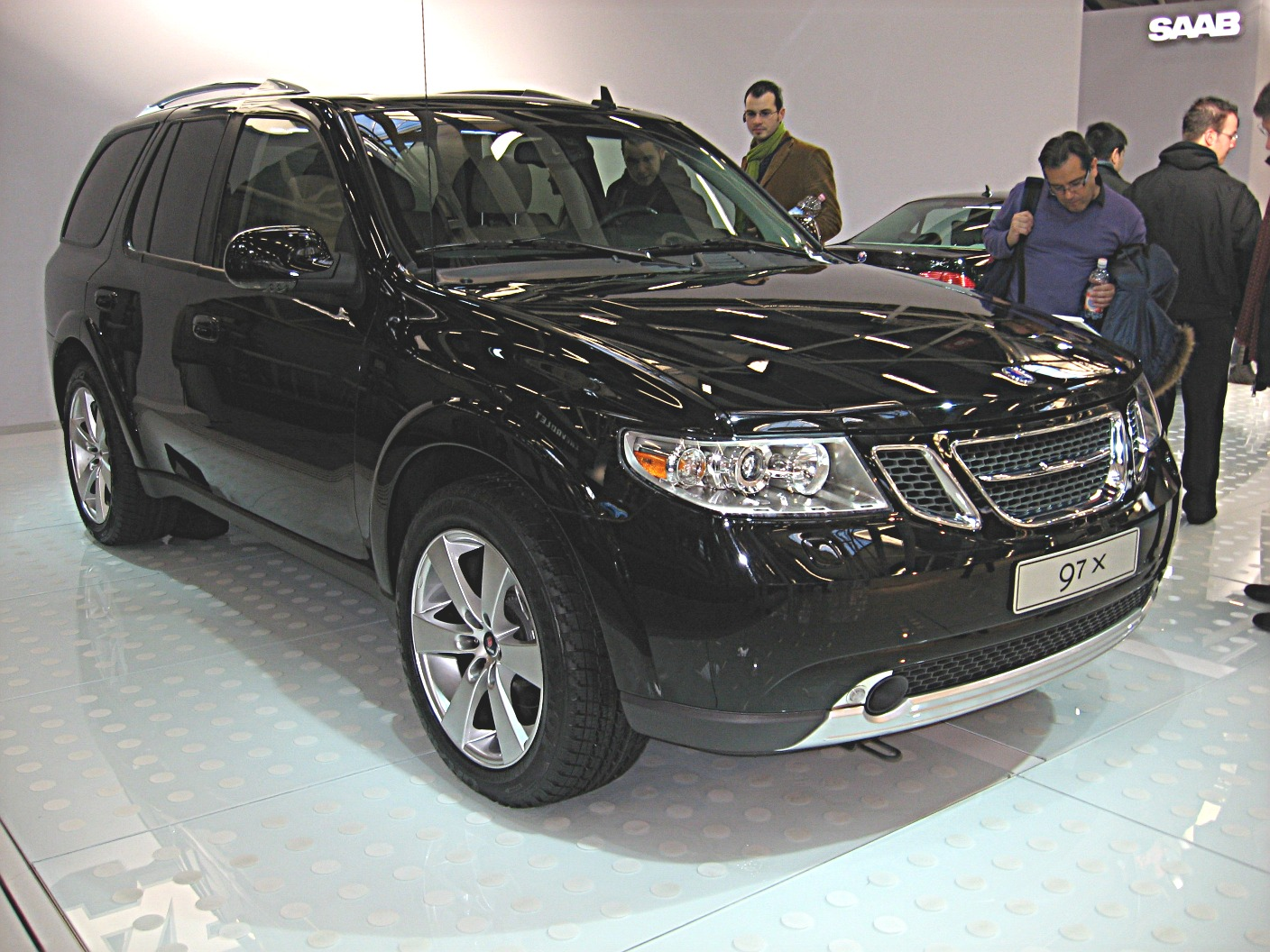
Saab 9-7X

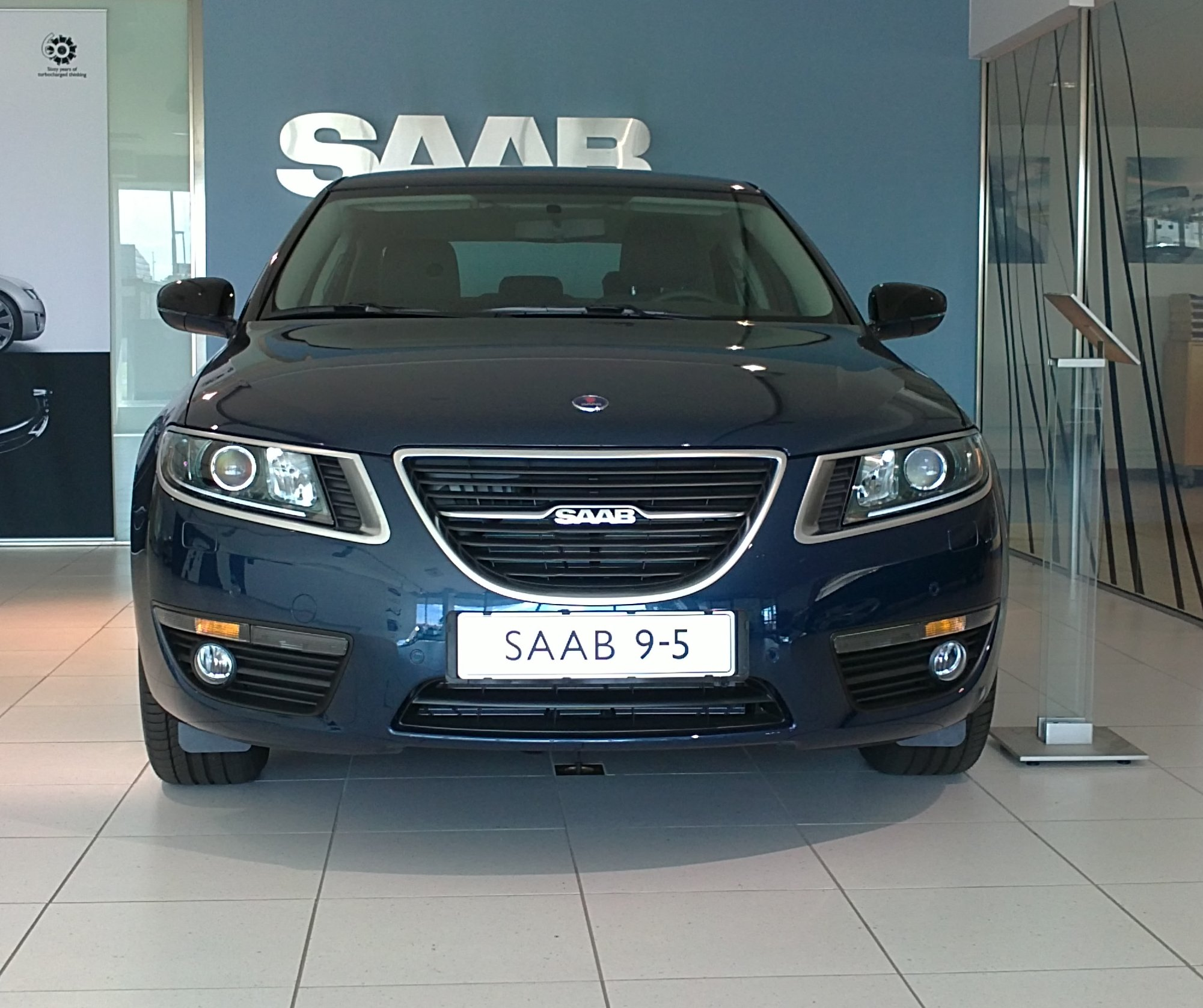
Saab 9-5

«Сааб» (Saab, Saab Automobile AB) — шведська компанія, що спеціалізується на випуску легкових автомобілів. Штаб-квартира розташована в Трольгеттані.
Компанія заснована в квітні 1937 року для виробництва військових літаків. Ідея виробляти автомобілі народилася після війни, коли невелика бригада авіаінженерів на чолі з Ґуннаром Юнґстрьомом (Gunnar Ljungström) була приєднана до лабораторії технічного дизайну Sixten Sason, одному з підрозділів «Сааба». Концепція Юнґстрьома лягла в основу першого дослідного зразка автомобіля (Saab 92.001), випущеного до кінця 1946 і який відносився до малого класу. Тут відразу з'явилися відмінні якості «Саабів» — прекрасний аеродинамічний кузов (позначилася спорідненість з літаками), незалежна підвіска коліс. Оснащені перші автомобілі були двохпоршневими двигунами типа DKW, які пізніше були замінені на потужніші.
Через три роки запускається у виробництво перший модельний ряд великих спортивних «Саабів», що складається з двох модифікацій: Saab Standard 92 і 92 DeLuxe.
1955 року у нової моделі Saab 93 з'являються безкамерні шини і новий 3-циліндровий двигун.
З наступного, 1956 року в гамі «Сааба» з'являється спортивний автомобіль Saab Sonett, який проектувався як відкритий двомісний автомобіль вищого класу. Кузов його був виконаний з склопластика.
Вдалий універсал Saab 95 1959 року поклав початок гучним комерційним успіхам фірми, а Saab 96 1960 року добре продавався всі 60-ті роки. Популярність компанії в цей час принесли і перемоги в міжнародних змаганнях: Ерік Карлсон (Carlsson) три роки поспіль — в 1960, 1961 і 1962 — перемагав на моделі Saab 96 в британському етапі чемпіонату світу по ралі, а в 1962 і 1963 роках — на ралі в Монте-Карло.
Компанія була піонером в багатьох починаннях, що стосуються безпеки автомобіля: тут з'явилися ремені безпеки (1962), вентильовані гальмівні диски, ударостійкі дверні балки. Першочерговою справою компанії є і турбота про всілякі зручності водіїв і пасажирів: модель «99» обладнана склоочисниками для фар, сидіннями з підігрівом і бамперами, що самовідновлюються.
З 1968 «Сааб» об'єднався з виробником вантажних автомобілів фірмою Scania—Vabis («Сканія—вабіс»).
Після 1971, коли Стіґ Бломквіст (Blomqvist) переміг на двох етапах світової першості в ралі на тій же моделі Saab 99, інтерес компанії до випуску спортивних автомобілів згаснув і за винятком Saab Sonett II, двомісної модифікації, призначеної виключно для американського ринку, компанія не випустила жодного спортивного автомобіля. Компанія зосередила свої зусилля на удосконаленні 99-ї моделі, яка, починаючи з моделі 900, представленої в 1978, нині належить до престижних і вельми недешевих автомобілів. З 1979 року «Сааб» співпрацює з дизайнерами компанії «Ланча» (Lancia).
Saab 9000, розробка концепції якого закінчилася в 1984, знаменував собою новий, третій в історії фірми етап зміни віх.
1997 на північно-американському міжнародному автосалоні в Детройті була представлена нова версія моделі Saab 900 — Saab 9-3. Того ж 1997 компанія представила абсолютно новий Saab 9-5, робота над яким почалася 1993. Сучасні автомобілі «Сааб» є зразком «скандинавського дизайну» з його елегантною простотою. Аеродинамічність ліній робить машини компанії впізнаваними в сучасному «натовпі». Інша відмінна риса цих «розумних» машин — максимальна зручність і простота управління. Хоча щоразу здається, що більше зручностей в масовому автомобілі придумати неможливо, дизайнери фірми знов і знов приголомшують споживача.

## Власність
1989 року «Дженерал Моторс» набуває контрольного (50 %) пакету акцій компанії «Сааб», що дає корпорації ще один вихід на європейський ринок.
З січня 2000 фірма Saab Automobile AB перейшла в повну власність корпорації «Дженерал Моторс».
У грудні 2008 року корпорація General Motors оголосила про можливість продажу шведській автомобілебудівній компанії. 27 компаній виразили зацікавленість в покупці компанії, серед яких BMW, Renault, Hyundai-Kia група, Tata Motors, Geely Automobile, Fiat і Magna International.
На початку 2010 року General Motors досягла угоди про продаж вхідної в її склад шведської автобудівельної компанії Saab голландському виробникові спортивних машин Spyker Cars. Операція з продажу була завершена 23 лютого 2010 року. Spyker Cars формуватиме нову компанію Saab Spyker Automobiles.
З початку 2011 Saab знову потрапив у ринкову кризу. 28 жовтня 2011 китайські автовиробники Youngman і Pang Da заявили про готовність викупити всю частку акцій легкового виробництва SAAB в Spyker Cars за 100 мільйонів доларів. Після того, як керівництво General Motors остаточно відмовилось від своїх попередніх планів по врятуванню свого колишнього шведського виробника, Saab 19 грудня 2011 втретє за свою 64-річну історію офіційно оголосив своє банкрутство. Але концерн General Motors поки що заблокував угоду з китайцями, до врегулювання юридичних питань про патентну власність, що накопичились за період спільного виробництва.

### National Electric Vehicle Sweden
У червні 2012 року Saab була придбана консорціумом National Electric Vehicle Sweden (NEVS). До складу консорціуму входять японська інвестиційна фірма Sun Investment, гонконґська компанія з виробництва силових установок на відновлюваних джерелах енергії National Modern Energy Holdings, китайський автовиробник China Youngman Automobile Group і кілька шведських акціонерів. Крім власне компанії Saab консорціум, NEVS придбав завод з виробництва двигунів. Завод комплектуючих і права на виробництво моделі 9-5 залишилися у General Motors.
У вересні 2013 року Saab відновила виробництво автомобілів. Перші кілька десятків автомобілів будуть використані для проведення тестів. Спочатку з конвеєра зійшло два перші примірники, один із яких представили на офіційному відкритті виробничої лінії.
28 серпня 2014 року компанія NEVS подала заяву про захист від банкрутства.
Наступного дня, 29 серпня 2014 року, власники бренду «Сааб» Saab AB оголосили, що скасували ліцензійну угоду, яка дозволяє NEVS використовувати бренд «Saab». Причина — фінансові проблеми у NEVS. Представник NEVS повідомив, що компанія розраховує переглянути угоду після того, як будуть вирішені фінансові проблеми.
До червня 2015 року компанія NEVS знайшла два китайські партнери. Обидва знаходяться в державній власності. В кінці червня почалося будівництво заводу в Тяньцзіні з метою виробництва електромобілів для китайського ринку. NEVS не повернули права на бренд «Сааб», і компанія розробляє новий бренд для китайського ринку. Не було ніяких передумов, що відновиться виробництво на заводі в Тролльгеттані, як це планувалося раніше.
21 червня 2016 року NEVS оголосили, що вони більше не будуть використовувати торгову марку Saab. Новий автомобіль буде базуватися на платформі Saab 9-3, а назву бренду буде змінено. Перший автомобіль NEVS має поступити у виробництво 2017 року.
Наразі конвеєр у Тролльгеттані зупинений, автомобілі не випускаються.

## Діяльність
Запчастини до автомобілів «Сааб» виробляє General Motors. Права на використання бренду «Сааб» належать Saab AB.

## Моделі

### Моделі, що випускалися раніше
- Saab 92 (1949—1956)
- Saab 93 (1955—1960)
  - Saab GT750 (1958—1960)
- Saab 94 (1956)
- Saab 95 (1959—1978)
- Saab 96 (1960—1980)
  - Saab Sport (1962—1966)
- Saab Formula Junior (1960)
- Saab 97 (1966—1974)
- Saab 99 (1968—1984)
- Saab 900 «Classic» (1979—1994)
- Saab 90 (1984—1987)
- Saab 600 (1985—1988)
- Saab 9000 (1985—1998)
- Saab 900 «New Generation» (1994—1998)
- Saab 9-2x (2004—2006)
- Saab 9-7X (2005 — 2009)
- Saab 9-4X (2009 — 2013)
- Saab 9-3 (1998 — 2014)
- Saab 9-5 (2003 — 2014)

### Концепт-кари і прототипи
- Ursaab (1946)
- Saab Monster (1959)
- Saab 60 (1962)
- Saab Quantum (1962)
- Saab Catherina (1964)
- Saab MFI13 (1965)
- Saab Toad (1966)
- Saab 98 (1974)
- Saab EV-1 (1985)
- Saab 9-X (2001)
- Saab 9-3X (2002)
- Saab 9-3 SportHatch (2003)
- Saab 9-5 Aero BioPower (2006)
- Saab Aero-X (2006)
- Saab 9-4x BioPower (2008)
- Saab 9-X BioHybrid (2008)

## Виноски
1. ↑  History and Background: Timeline, Video. US: Saab Group. 1 січня 1980. Архів оригіналу за 23 лютого 2009. Процитовано 11 лютого 2009. [Архівовано 2009-02-23 у Wayback Machine.]
2. ↑  The History of Svenska Aeroplan Aktiebolaget or Saab. Saab history. Архів оригіналу за 15 вересня 2012. Процитовано 30 січня 2010.
3. ↑  The Detroit Times: Saab bankruptcy a 'sad ending'[недоступне посилання](англ.)
4. ↑  Metro: Saabs konkurs beviljad[недоступне посилання з червня 2019](швед.)
5. ↑  Financial Times: Saab files for bankruptcy protection again
6. 1 2  Нові Saab 2014 Знову Виходитимуть з Конвеєра. Архів оригіналу за 10 червня 2015. Процитовано 17 листопада 2013. [Архівовано 2015-06-10 у Wayback Machine.]
7. ↑  NEVS - NEVS launches its new trademark and sets off to shape the future of mobility. web.archive.org. 14 вересня 2016. Архів оригіналу за 14 вересня 2016. Процитовано 5 липня 2024. [Архівовано 2016-09-14 у Wayback Machine.]
8. ↑  news (21 червня 2016). NEVS Launches New Trademark. myAutoWorld.com (амер.). Архів оригіналу за 6 вересня 2024. Процитовано 5 липня 2024.